# 덴마크 U-20 축구 국가대표팀
덴마크 U-20 축구 국가대표팀(덴마크어: Danmarks U/20-fodboldlandshold)은 덴마크를 대표하는 20세 이하의 축구 국가대표팀으로, 덴마크의 축구 관리 기관인 덴마크 축구 협회의 관리를 받는다.